# Hospital General de Agudos Bernardino Rivadavia
El Hospital «Bernardino Rivadavia» es uno de los hospitales públicos metropolitanos más importantes en la ciudad de Buenos Aires, Argentina. También es uno de los más antiguos en pie, y se encuentra en Avenida Las Heras 2670 (barrio de Recoleta).

## Historia

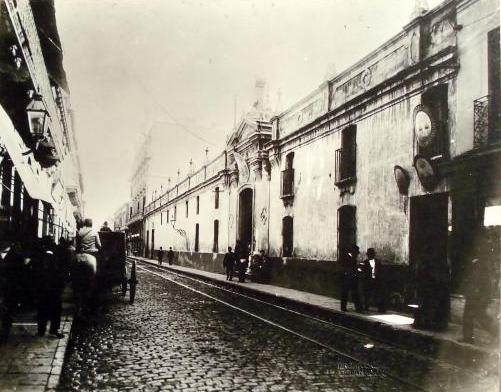
Edificio en Esmeralda 80, donde funcionó el Hospital de Mujeres. (Archivo AGN)

El Hospital Rivadavia es heredero del antiguo Hospital de Mujeres de Buenos Aires, el más antiguo de la Argentina, fundado en 1774 por miembros de la Hermandad de la Santa Caridad de Nuestro Señor Jesucristo (fundada en 1727 por el gaditano Juan Alonso González). Este nosocomio, que constaba en un principio de una sala con trece camas, se encontraba en la actual calle Bartolomé Mitre, a metros de la Iglesia de San Miguel, que pertenecía a esa Hermandad.
El Hospital de Mujeres fue creciendo gracias a la adquisición de nuevo terrenos con salida a la calle Esmeralda. En 1822 Bernardino Rivadavia, ministro-secretario de Gobierno del general Martín Rodríguez, provincializó el asilo y el hospital, tras disolver aquella Hermandad. En esos años se intentó privatizar la administración del Instituto, objetivo no concretado por inconveniencias económicas.
A partir de 1853 el Hospital fue gestionado por la Sociedad de Beneficencia porteña. A los pocos años comenzó la búsqueda de un espacio donde construir la nueva sede del Hospital de Mujeres, dado el crecimiento demográfico que experimentaba la ciudad Buenos Aires, adquiriendo en 1876 un terreno alejado del centro, sobre el entonces camino de Chavango (Avenida Las Heras) y del Sar (hoy Sánchez de Bustamante). La piedra fundamental fue colocada el 6 de diciembre de 1880. El proyecto fue elaborado por el arquitecto Enrique Aberg, y la construcción comenzó al año siguiente.

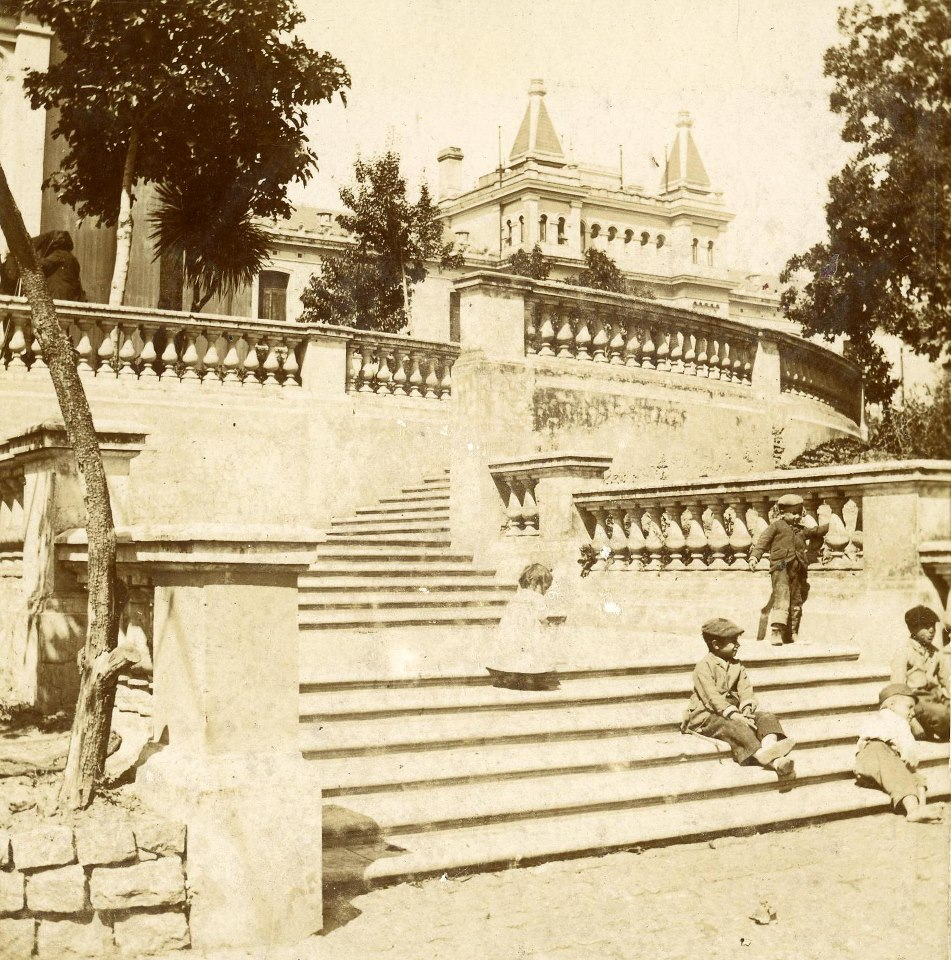
Escalinatas originales del Hospital Rivadavia. (ca. 1930)- Correspondían al ingreso de la Capilla. Fueron demolidas para la circulación vehicular.

El 28 de abril de 1887 fue inaugurado por el ministro del Interior Eduardo Wilde, bajo la denominación de Hospital General de Mujeres Rivadavia. La construcción se realizó en pabellones de influencia neoclásica, separados por espaciosos jardines y de acuerdo a modernos cánones europeos que exigían la presencia de cierta superficie libre de edificación, por cada paciente internado, para hacer una cura más rápida y segura. La parquización fue ejecutada por el intendente Torcuato de Alvear (período 1882-1886), que además donó la botica de su propio peculio al Hospital de Mujeres. Contaba con iluminación por gas y cañerías de agua corriente y se accedía en vehículos de tracción a sangre, siendo su primer director el Dr. Samuel Molina. En tres de sus lados el hospital estaba cercado por un  muro de mampostería, existiendo en el frente de la calle Las Heras una reja de hierro.
El viejo edificio del Hospital de Mujeres de la calle Esmeralda fue transferido a la Asistencia Pública, y décadas más tarde sería demolido para crear la Plaza Roberto Arlt.
Pabellones del Hospital:
Pabellón Nº1:   “Dr. Enrique del Arca”: Inaugurado en 1887. En los pisos superiores se encontraban los Servicios de Clínica Médica, Cardiología y Endocrinología. En la planta baja estaban las Hermandad del Huerto hasta su traslado en 1898 a su propio pabellón.
Pabellón Nº2 “Dr. Samuel Molina”: Inaugurado en 1887. Fue ocupado por la Sala VII de clínica Médica y Medicina Preventiva. Hoy encontramos los servicios de Kinesiología y Psiquiatría.
Pabellón Nº 3: Fue ocupado las Salas 8 y 9, servicios de Cirugía General y Ginecología, Neurología y Psiquiatría. Fue demolido en 1968 bajo el Gobierno de Juan Carlos Onganía para realizar un helipuerto. En su lugar funciona hoy una playa de estacionamiento y tanques de oxígeno líquido.
Pabellón Nº4: “Dr. Juan Obarrio”: Inaugurado en 1898. Allí se encontraba el laboratorio central hasta 1908, cuando fue trasladado a su actual pabellón. Actualmente se ubican  los Servicios de Neurología, Neurocirugía, Cardiología, UCO, Nutrición, Cirugía Toráxica y Cardiovascular, Urología y la Guardería en planta baja.

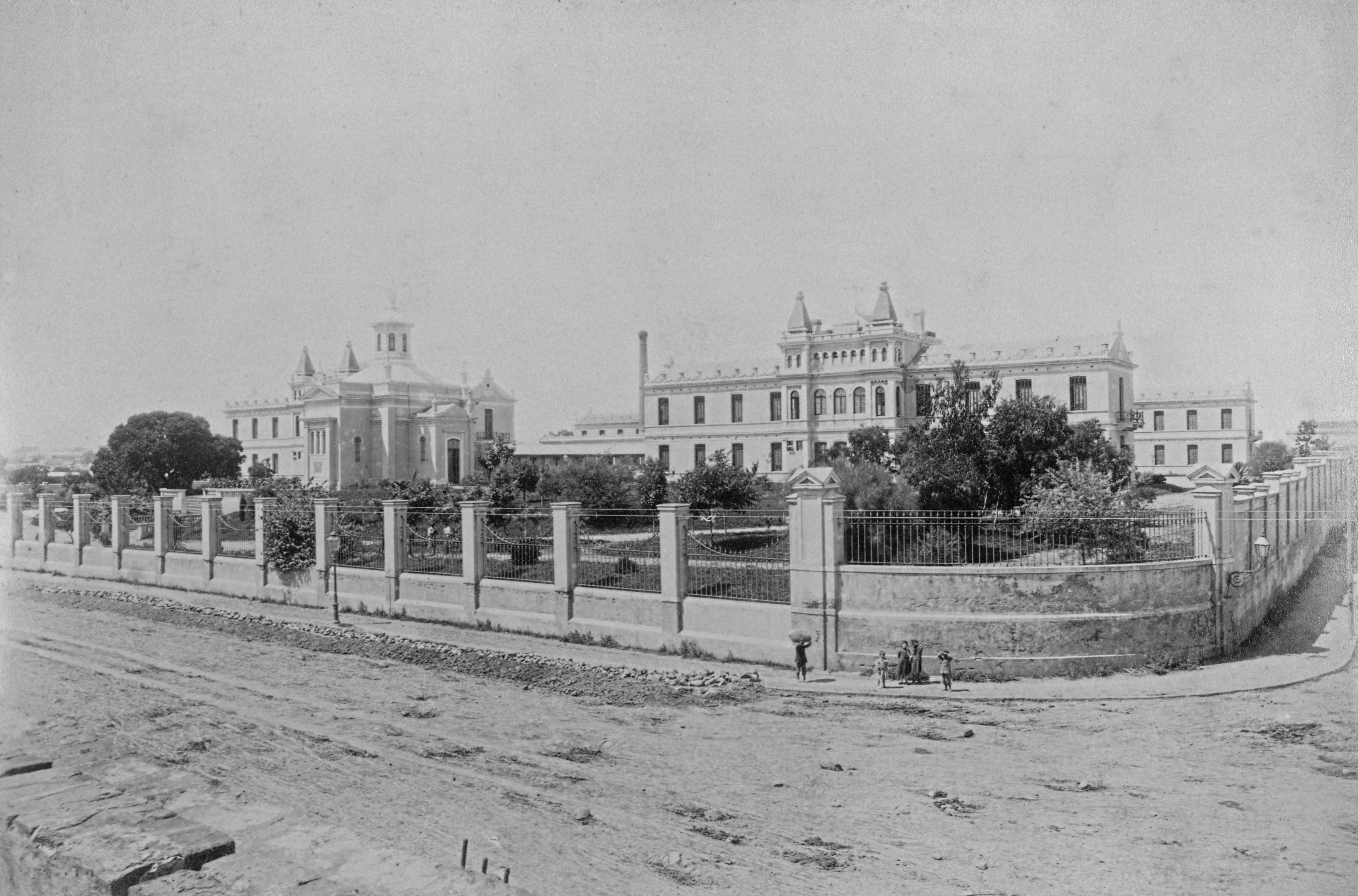
Vista del Hospital Rivadavia, en esa época de Mujeres.

Pabellón Nº5:“Dr. Francisco José Muñiz”: Inaugurado en 1887 siendo pabellón de la maternidad hasta 1928, en que fue trasladado a los Pabellones Peralta Ramos. A partir de ese momento fue ocupado por los servicios de Radiología, Radioterapia, Traumatología, Cirugía oncológica y Sala de rayos X y de Clínica Médica. Más tarde, el pabellón fue utilizado como depósito y en 1996 fue ocupado por el Hospital de Odontología Ramon Carrillo.
Pabellón Nº6 :Siglo XIX “Dr. Luis Olivera”: Se inauguró en 1903 y fue construido para tuberculosas, ya que la Sociedad de Beneficencia no poseía los fondos para habilitar un hospital dicha enfermedad. En el 1piso existía una amplia sala de grandes ventanales destinados a helioterapia (tratamiento con el sol). En 1913 las enfermas fueron trasladadas al Hospital pastas tuberculosis de Vicente López y Planes, en Martín Rodríguez. Más tarde y  en agradecimiento a la donación de la viuda de Olivera, se le colocó su nombre. Se realizaron las reformas instalándose los servicios de Cirugía y Ginecología.
Pabellón Nº7:“Manuel Cobo”: Inaugurado en 1908, los fondos fueron donados por la flía. Cobo, in memoriam de Manuel Cobo y su esposa Clara Ocampo, diendo su destino pabellón quirúrgico del hospital. Un ángel  de bronce que se colocó en el vestíbulo del 1 piso, hoy se encuentra en el parque frente al Laboratorio Central.
Pabellón “Dr. Teodoro Álvarez”: Fue inaugurado en 1894. Funcionaron consultorios externos de piel y sífilis. Durante varios años se destinó un salón de planta alta para conferencias y recreos de internadas (biblioteca y sala con órgano de seis cilindros). En el año 1900 fue ocupado por la guardia y la administración, hasta 1978, año en que fueron trasladados al pabellón Peralta Ramos A. En 1908 se inaugura el anexo utilizado como consultorios externos. Años más tarde se instalaron las siguiente: Escuelas de Enfermería: Hospital B. Rivadavia, Cruz Roja Argentina, y Fundación Eva Perón, siendo los dormitorios del primer piso utilizados por  becarias del interior del país. Actualmente se ubican el Servicio de ORL y servicios complementarios. En 1912 se remodela la entrada sobre Sánchez de Bustamante por un cambio de nivel en la calzada.
Pabellón “Casa De Hermanas”: Inaugurado en 1898. Las Hermanas de la Caridad: Hijas de Nuestra Sra. del Huerto habitaron este pabellón hasta que se trasladaron a la Casa de Sanidad. Actualmente es ocupado por Depósito y Suministros.
Sala de Cirugía: Inaugurada en julio de 1893 por iniciativa del Dr. Molina. Se encontraba ubicada a la izquierda de la capilla de cara al río, siendo demolida diez años. Poseía salas de espera, esterilización, instrumentación y operaciones. Dotada de  estufas de desinfección, autoclaves y calefactores  traídos desde Londres.
Pabellón Casa De Sanidad: Inaugurada en 1895 fue llamado  “El Pensionado Rivadavia”. Toda paciente que estuviera en condiciones podía abonar una suma a cambio de una mejor habitación y las pacientes podían ser atendidas por el personal del hospital o por cualquier médico de la ciudad, cobrando aparte sus honorarios. Actualmente se encuentra la Asociación de Profesionales del Hospital, Servicio de Odontología . Las Hermanas del Huerto ocupan la planta alta.
Pabellón de Laboratorio Central: Dr. Colillas: Fue inaugurado en 1928 entre los pabellones Olivera y Cobo, compuesto por Sala de Laboratorio de Análisis  Clínicos, Sala de Autopsias, Museo de Anatomía Patológica, Depósito de Cadáveres, Capilla Ardiente (Sala de Velatorios), con salida hacia la calle para el traslado de los cadáveres, hoy ocupada por visitadores médicos. El antiguo laboratorio,  inaugurado en 1908, funcionó hasta 1928 donde hoy se encuentra Terapia Radiante.
Instituto de La Maternidad -Pabellón “Dr. Alberto Peralta Ramos”: El pabellón A se inauguró 1928 sobre la calle Las Heras, siendo su Director el Dr A. Peralta Ramos. Los pabellones B y C (para infecciosas) inaugurados en 1930, sobre la calle Gallo (hoy Austria). Un pasaje subterráneo unía los dos pabellones (A-B) y a estos con la cocina y lavandería. En 1968 el Instituto se integró al Hospital por Resolución Ministerial 2825, quedando la Maternidad subordinada al Hospital. Sus arquitectos Manuel Guitarte y Raúl Christensen. Siendo su construcción una combinación en block y pabellonada a fin de conservar la armonía con la edificación del Hospital B. Rivadavia, con quien comparte jardines.
El Instituto contaba con los Departamentos: Obstetricia, Ginecología y Puericultura. Y con Servicios Quirúrgicos, Cardiológico, Nutrición, Clínica, Laboratorio - Hematología y Bacteriología, Radiología y el Servicio de Asistencia Social.  Y dos refugios para mujeres solas y desamparadas, con el fin asegurar la crianza del hijo/a: Hogar Maternal para Embarazadas y el Asilo Maternal para Madres Recientes con sus hijos.
Actualmente el Pabellón Peralta Ramos se encuentra ocupado por: Servicios de Obstetricia, Pediatría y Neonatología, Radiología, Hemoterapia, Clínica Médica Sala I, X y VII, UTI, Medicina Preventiva, Cobalto-Terapia y Oncología. Consultorios externos de varias especialidades, Registro Civil, Departamentos Administrativos, La Dirección, Departamento de Emergencias, Servicio Social, Docencia e Investigación, el Museo y la Asociación de Médicos Municipales.  Parte del pabellón piso 3 y 4 es ocupado por el Instituto Nacional de Genética.
Pabellón de Consultorios Externos y Pensionistas: Construído en la esquina de Sánchez de Bustamante y Las Heras, inaugurado en 1934', funcionó hasta 1965 como consultorios externos y pensionado. Los pisos superiores, dedicados a la internación, fueron entregados por  Decreto 1529/65 del Gobierno Nacional, al Centro Piloto de Atención de la Comunidad (CEMIC) a cargo del Dr. Norberto Quirno y 1967 por Resolución Ministerial 1097 se les entregó la planta baja  del pabellón.
Capilla: “Nuestra Sra. del Huerto”: Inaugurada en 1887. Su pararrayos es el más  antiguo de la zona, posee hermosos vitrales; la Virgen se apoya en su cúpula, posee el pararrayos más antiguo de la zona.
Los Jardines: La parquización fue ejecutada por el intendente Torcuato de Alvear y diseñada por Enrique Aberg en 1882, finalizados por Carlos Heymreman y entregados a la Sociedad de Beneficencia en 1888. Los jardines tienen más de 200 árboles con unas 60 especies diferentes , muchas de las cuales fueron donadas por el Arq. Thays. Algunas de estas son: Palo Borracho Blanco y rosado, Tipas, Gomeros, Lapacho Rosado, Higuera, Laurel Comestible y Venenoso, Palmera Coquitos, Moral Blanco, Magnolia, Ceibo, Casuarina, Lapacho Rosado, Alcanfor, Pezuña de Buey, Cedro del Himalaya, Viburnos, Arbusto Estrella Federal , Bananero, etc
El 7 de septiembre de 1946 el Poder Ejecutivo Nacional intervino la Sociedad de Beneficencia, por razones políticas, pasando a depender poco tiempo después del Ministerio de Salud Pública de la Nación. Con este acto cesó la actividad de las Damas de la Sociedad de Beneficencia al frente del Hospital. Y a partir de 1947 comienzan a ser atendidos las pacientes del sexo masculino en el Hospital Nacional B. Rivadavia.
Sin embargo, tras el golpe de estado de 1955 sería intervenido durante la dictadura de Eduardo Lonardi. A partir de allí el hospital fue ocupado por una junta tripartita de las fuerzas armadas hasta 1956, siendo cesanteados personal del hospital. El nosocomio sufrió un avanzado deterioro producto de la falta de inversiones durante la década del comprendida entre 1960 y 1980.
Durante todo este período, el hospital sufrió los enfrentamientos políticos al igual que el país, lo que llevó a la pérdida de documentación e instrumental médico.
En la década de 1990, acompañando el proceso de federalización de los servicios públicos encarado por el Presidente Carlos Menem, el Hospital pasó a ser gestionado por el Gobierno de la Ciudad de Buenos Aires. En 2005 se planificó una serie de obras que permitirían concluir con la recuperación integral en la mayoría de los pabellones, señalización, alarmas, refacción de los sistemas de calefacción, sillas para salas de espera, expendedora de turnos, sistema, etc.
Hacia 2013 se denunció que el hospital sufría la subejecución presupuestaria por parte de la Ciudad, varias obras planificadas nunca se iniciaron y otras que quedaron a mitad de camino entre ellas el Pabellón Cobo, aprobadas y comenzadas durante el gobierno de Jorge Telerman y paralizadas por su sucesor. De las citadas obras,  la mayoría fueron finalizadas en el 2019
Desde el año 2008, el Museo Histórico Hospital Bernardino Rivadavia, dependiente del Departamento de Docencia e Investigación y del Hospital General de Agudos Bernardino Rivadavia abre sus puertas a la comunidad participando de "La noche de los museos" con muestras transitorias, con la invitación de artistas plásticos, visitas guiadas y espectáculos.

## Descripción
El Hospital Rivadavia posee en la actualidad 14 pabellones, adonde se distribuyen las áreas de Maternidad, Ginecología, Pediatría, Obstetricia, Clínica Médica, Oftalmología, Endoscopía, Cirugía, el Laboratorio y la Morgue, Kinesiología, Psiquiatría, Odontología, Otorrinolaringología, Neurología, etc.; y Damas Rosadas, Caritas, Jardín maternal, y grupos de ayuda a la comunidad. Además se encuentra  la Capilla "Nuestra Señora del Huerto".